# كلي (دولت أباد)
كلي (بالفارسية: کلی) هي قرية تقع في إيران في قسم دولت أباد الريفي. يقدر عدد سكانها بـ 88 نسمة بحسب إحصاء 2016.